# جريج كار
جريج كار (بالإنجليزية: Gregg Carr)‏ هو جراح عظام أمريكي، ولد في 31 مارس 1962 في برمنغهام في الولايات المتحدة.

## وصلات خارجية
- جريج كار على موقع مرجع كرة القدم المحترفة.كوم (الإنجليزية)
- جريج كار على موقع قاعة ألاباما للمشاهير الرياضية (مؤرشف) (الإنجليزية)